# 智頭町立山郷小学校
智頭町立山郷小学校（ちづちょうりつ やまさとしょうがっこう）は、かつて鳥取県八頭郡智頭町福原にあった公立小学校。
2012年4月に智頭町内の小学校6校が智頭町立智頭小学校に統合されるのに伴い、同年3月24日をもって閉校された。

## 沿革
- 1875年（明治8年）3月 - 中原地区内に中原学校を創立。[1]
- 1879年（明治12年）4月 - 駒帰支校を開設。
- 1882年（明治15年）9月 - 駒帰支校を分校と改称。
- 1888年（明治21年） - 中原簡易小学校と改称、駒帰分校を廃止。
- 1891年（明治24年）5月 - 中原尋常小学校と改称。
- 1892年（明治25年）12月 - 山郷尋常小学校と改称。
- 1905年（明治37年） - 現在地に移転。
- 1909年（明治41年） - 高等科を設置し、山郷尋常高等小学校と改称。
- 1941年（昭和16年）4月1日 - 国民学校令により山郷国民学校と改称。
- 1947年（昭和22年）4月1日 - 学制改革により山郷村立山郷小学校と改称。
- 1954年（昭和29年） - 山郷村が智頭町に編入され智頭町立山郷小学校と改称。
- 1999年（平成11年）12月  - 校舎改築。
- 2012年（平成24年）3月24日  - 閉校式挙行。

## 通学区域
- 尾見地区
- 中原地区
- 新田地区
- 駒帰地区
- 福原地区

## 進学先中学校
- 智頭町立智頭中学校

## アクセス
- 智頭駅前：智頭町民すぎっ子バス山郷線「学校前」下車。
- 智頭急行山郷駅から600m。